# Dunyvaig Castle
Dunyvaig Castle, auch Dunivaig oder Dunyveg Castle beziehungsweise schottisch-gälisch: Dun Naomhaig, ist eine Burgruine auf der schottischen Hebrideninsel Islay. Seit 1989 ist die Anlage als Scheduled Monument geschützt.

## Lage
Die Ruine befindet sich an der Einfahrt der geschützten Bucht Lagavulin Bay nahe Lagavulin an der Südküste der Insel. Sie liegt dort auf einem erhöhten Vorsprung direkt am Meer gegenüber der Whiskybrennerei Lagavulin. Diese strategisch günstige Position erlaubt die Überwachung des Meeresabschnitts zwischen der Halbinsel Kintyre und der nordirischen Grafschaft Antrim.

## Beschreibung
Wann das früheste Bauwerk an dieser Position errichtet wurde, ist nicht überliefert. Die ältesten Teile der heutigen Ruine werden auf das 13. Jahrhundert datiert. In dieser Zeit wurde wahrscheinlich ein umfriedeter, unregelmäßig geformter Hof errichtet. Es existieren Ruinen einer Burg, die auf das 15. Jahrhundert geschätzt werden, während der Großteil der heute vorhandenen Ruinen auf das 16. Jahrhundert datiert werden.

## Geschichte
Dunyvaig Castle war einst der Stammsitz sowie der Seehafen des Clans MacDonald, als diese als Lords of the Isles über Islay und die umliegenden Hebrideninseln herrschten. 1493 verloren die MacDonalds ihre Herrschaft an Jakob IV. und Dunyvaig Castle ging an die MacIans of Ardnamurchan über. 1519 pachteten die MacDonalds die Gebäude, bevor sie 1543 an den Clan Campbell übergingen. Zwei Jahre später pachteten abermals die MacDonalds Dunyvaig Castle. Im 17. Jahrhundert gelangte die Burg in den Besitz des Clans MacDonald. Später belagerten Covenanters unter David Leslie Dunyvaig Castle und nahmen es schließlich ein. Der Clan der Campbells aus Cawdor besetzte schließlich die Burg und bewohnte sie, bis Hugh Campbell die Mauern 1677 einreißen ließ und ins Islay House zog.